# Victor Matfield
Victor Matfield (Pietersburg, 11 maggio 1977) è un ex rugbista a 15 sudafricano, attivo in carriera come seconda linea, a lungo giocatore della franchigia dei Bulls nonché campione del mondo nel 2007 con gli Springbok.
Al 2015 è, con 127 incontri internazionali, il recordman di presenze per il suo Paese.

## Biografia
Matfield iniziò la pratica sportiva giovanissimo: già alle elementari era capitano della rappresentativa rugbistica Under-7 della sua scuola, e in seguito si distinse anche nel cricket.
A 19 anni entrò all'Università di Pretoria, della cui squadra di rugby fu rappresentante; nel 1999 esordì nel rugby di club in Currie Cup nelle file dei Griquas e nello stesso anno nella franchigia dei Cats, oggi Lions, in Super Rugby contro gli australiani Brumbies.
Nel 2001 esordì per gli Springbok a Port Elizabeth in un test match contro l'Italia e successivamente disputò il primo dei suoi 10 Tri Nations consecutivi a tutto il 2010, vincendo l'edizione del 2004.
Nel 2003 prese parte alla Coppa del Mondo in Australia; le prestazioni del biennio successivo (tra cui la citata vittoria nel Tri Nations 2004) valsero a Matfield l'inserimento nella rosa dei candidati al premio di giocatore dell'anno dell'International Rugby Board.
Vice-capitano alla Coppa del Mondo di rugby 2007 in Francia, fu presente in tutti i sette incontri del torneo, risoltisi in altrettante vittorie culminate con la finale di Parigi in cui il Sudafrica prevalse 15-6 sull'Inghilterra e si aggiudicò la Coppa.
Il 2007 fu anche l'anno in cui Matfield vinse il suo primo titolo di club da professionista, il Super 14 con i Bulls.
Dopo la Coppa del Mondo Matfield si trasferì in Francia al Tolone; dopo solo una stagione, tuttavia, Matfield chiese di essere liberato dal suo contratto per via del gioco troppo violento che, a suo dire, si pratica in Francia; tornato in patria firmò un biennale con i Bulls con i quali vinse ulteriori due titoli di Super Rugby, nel 2009 e 2010.
Il 13 novembre 2010, nel test match di Cardiff contro il Galles, Matfield divenne il giocatore con il maggior numero di presenze per gli Springbok superando, con 103 presenze, il precedente record di Percy Montgomery.
Sotto contratto per i Bulls fino a tutto il 2011, Matfield manifestò l'intenzione di voler chiudere la carriera agonistica al termine dell'impegno con il club di Pretoria e di intraprendere la carriera tecnica; gli Waratahs, franchise di Sydney, in Australia, espressero interesse ad avere Matfield nello staff tecnico, ma Matfield preferì rimanere in Sudafrica.
Dopo un biennio speso come commentatore televisivo e tecnico di bordo campo dei Bulls, tuttavia, la franchise di Città del Capo propose a Matfield un ritorno in campo per aiutare la seconda linea; Matfield accettò un contratto biennale con opzione di tecnico per il 2016 e il 2017; durante la stagione fu richiamato in Nazionale dal nuovo C.T. Heyneke Meyer.
L'anno successivo fece parte della rosa sudafricana alla Coppa del Mondo di rugby 2015 in Inghilterra, a livello personale la sua quarta consecutiva; la sua avventura internazionale si concluse il 30 ottobre allo Stadio Olimpico di Londra, con la centoventisettesima partita per il Sudafrica, finale per il terzo posto del torneo vinta contro l'Argentina, in cui Matfield scese in campo da capitano.
Pochi giorni prima dell'inizio della Coppa del Mondo aveva firmato un contratto di una sola stagione, la sua ultima da giocatore, con la squadra di English Premiership del Northampton.
Dopo il ritiro è stato commentatore sportivo presso l'emittente televisiva sudafricana SuperSport per il torneo Super Rugby.

## Palmarès
- Coppe del mondo: 1
Sudafrica: 2007
- Super Rugby: 3
Bulls: 2007, 2009, 2010